# Nahur górski
Nahur górski, nahur karłowaty, dawniej także: nahur, bharal, owca niebieska (Pseudois nayaur) – azjatycki gatunek ssaka z rodziny wołowatych (Bovidae), spokrewniony z kozami i owcami. 

## Systematyka
Część ujęć systematycznych wyodrębnia Pseudois schaeferi do rangi odrębnego gatunku lub sugeruje że nie należy do rodzaju Pseudois; zachodzi potrzeba dalszych badań.

## Nazwa zwyczajowa
We wcześniejszej polskiej literaturze zoologicznej dla określenia gatunku używana była nazwa zwyczajowa „nahur”, zaś internetowa encyklopedia PWN „nachur”. W wydanej w 2015 roku przez Muzeum i Instytut Zoologii Polskiej Akademii Nauk publikacji „Polskie nazewnictwo ssaków świata” gatunkowi przypisano nazwę nahur górski, rezerwując nazwę nahur dla rodzaju Pseudois.

## Występowanie
Nahur górski występuje w Azji (Chińska Republika Ludowa, Pakistan, Indie, Nepal, Bhutan i Mjanma). 

## Wygląd
Długość ciała 120–140 cm, długość ogona 13–20 cm, wysokość w kłębie 60–91,4 cm; długość rogów samic 10–20 cm, samców 28–76 cm; masa ciała samic 25–55 kg, samców 35–75 kg. Samce dużo większe od samic. Budową przypomina owcę (Pseudois – niby-owca). Szara sierść z jasnym brzuchem. Rogi występują u obu płci, są poprzecznie karbowane, wygięte do tyłu, u samców do 80 cm długości. W zimie (u młodych i dorosłych) osobników sierść zmienia kolor na łupkowoniebieski z widocznie białym podbrzuszem. Obie barwy oddzielone są ciemnoszarym pasem.

## Tryb życia
Nahur górski prowadzi dzienny tryb życia. Z wyjątkiem pory godowej żyje w stadach, które tworzą osobno samice z młodymi i osobno samce. Żywi się głównie trawą i ziołami.